# HMS Labuan (K584)
La HMS Labuan (K584) fue una fragata clase Colony de la Marina Real británica. Su nombre es epónimo de la isla de Labuán, Malasia.

## Historia
Fue puesta en grada el 7 de agosto de 1943, botada el 21 de septiembre de ese mismo año, y puesta en servicio el 5 de febrero de 1944. Siendo construida inicialmente para la Armada de los Estados Unidos, se denominó USS Harvey (PF-80). Al ser transferida a la Marina Real británica, adoptó el nombre HMS Labuan (K584). Y tras un servicio de tres años, en 1946, fue devuelta a los Estados Unidos y retirada definitivamente.